# Salinas (Porto Rico)
Salinas é um pequeno município no sul de Porto Rico, localizado na costa sul da ilha, ao sul de Aibonito e Cayey; sudeste da Coamo, a leste de Santa Isabel e oeste de Guayama. Salinas está espalhada por sete alas e Pueblo Salinas (O centro da cidade e do centro administrativo da cidade).